# 1070年
| 千纪： | 2千纪 |
| 世纪： | 10世纪 \| 11世纪 \| 12世纪                                                                                 |
| 年代： | 1040年代 \| 1050年代 \| 1060年代 \| 1070年代 \| 1080年代 \| 1090年代 \| 1100年代                           |
| 年份： | 1065年 \| 1066年 \| 1067年 \| 1068年 \| 1069年 \| 1070年 \| 1071年 \| 1072年 \| 1073年 \| 1074年 \| 1075年 |
| 纪年： | 庚戌年（狗年）；辽咸雍六年；北宋熙宁三年；西夏天賜禮盛國慶二年；大理正德九年；越南神武二年；日本延久二年   |

## 大事记
- 三月，王安石改革貢舉法。
- 五月，王安石廢除制置三司條例司。
- 十二月，王安石實行保甲法，任同中書門下平章事。
- 東羅馬帝國第三度遠征塞爾柱帝國，阿勒頗的統治者拉希德·馬哈茂德（英语：Rashid al-Dawla Mahmud）向塞爾柱帝國蘇丹阿爾普·阿爾斯蘭宣誓效忠，東羅馬帝國遠征軍戰敗，指揮官曼努埃爾·科穆寧被俘。
- 米蘭總主教出缺，神聖羅馬皇帝亨利四世與教宗同時任命不同人選，引發爭端。

## 出生
- 羅斯季斯拉夫·弗謝沃洛多維奇，古羅斯王公，佩列亞斯拉夫王公（1093年去世，23岁）